# Finschia carrii
Finschia carrii är en tvåhjärtbladig växtart som först beskrevs av Herman Otto Sleumer, och fick sitt nu gällande namn av Cyril Tenison White. Finschia carrii ingår i släktet Finschia och familjen Proteaceae. Inga underarter finns listade i Catalogue of Life.